# Bernd Stegemann (Schauspieler)
Bernd Stegemann (* 9. Januar 1949 in Berlin) ist ein deutscher Schauspieler.

## Leben
Bernd Stegemann absolvierte seine professionelle Schauspielausbildung an der Hochschule für Schauspielkunst „Ernst Busch“ in Ost-Berlin. Im Jahr 1985 reiste er gemeinsam mit seiner Lebensgefährtin Renate Krößner aus der DDR aus. Von 1985 bis 1993 war er als festes Ensemblemitglied am Düsseldorfer Schauspielhaus engagiert.
Seit 1975 wirkte Stegemann als Schauspieler vor der Kamera in bisher über 190 Film-und-Fernsehproduktionen mit. Während er zu Beginn seiner Karriere noch oftmals in Nebenrollen besetzt wurde, konnte er sich später auch als Charakterdarsteller in Hauptrollen beweisen. 2004 spielte er den Gerichtsvollzieher in dem Spielfilm Alles auf Zucker! von Dani Levy. 2007 war er in dem ARD-Mehrteiler Contergan als Unternehmenssprecher zu sehen. In der Stefan-Aust-Verfilmung Der Baader Meinhof Komplex verkörperte er 2008 Hanns Martin Schleyer.
Bernd Stegemann war von August 2005 bis zu ihrem Tod im Mai 2020 mit der Schauspielerin Renate Krößner verheiratet. Er lebt in Blankenfelde-Mahlow. Stegemann ist im BFFS und Mitglied der Filmakademie.

## Filmografie

### Kinofilme
- 1979: Zünd an, es kommt die Feuerwehr
- 1980: Solo Sunny
- 1981: Bürgschaft für ein Jahr
- 1983: Schwierig sich zu verloben
- 1991: Malina
- 1992: Gossenkind
- 1994: Alles auf Anfang
- 1993: Nordkurve
- 1994: Die Sieger
- 1996: Bunte Hunde
- 1997: Das Leben ist eine Baustelle
- 1997: 14 Tage lebenslänglich
- 1999: Drei Chinesen mit dem Kontrabass
- 2004: Alles auf Zucker!
- 2007: Mein Führer – Die wirklich wahrste Wahrheit über Adolf Hitler
- 2007: Die Aufschneider
- 2008: Der Baader Meinhof Komplex
- 2011: Die Superbullen
- 2012: Zettl
- 2013: Fack ju Göhte
- 2013: Sputnik
- 2014: Dessau Dancers
- 2015: Fack ju Göhte 2
- 2016: Die letzte Sau
- 2017: Fack ju Göhte 3
- 2018: Grüner wird’s nicht, sagte der Gärtner und flog davon
- 2018: Ballon
- 2019: Und der Zukunft zugewandt

### Fernsehfilme
- 1998: Der König von St. Pauli (Sechsteiler)
- 1998: Die Mädchenfalle – Der Tod kommt online
- 1999: Der Solist – Kein Weg zurück
- 1999: Einfach raus
- 2000: Deutschlandspiel
- 2000: Autsch, Du Fröhliche
- 2004: Das Zimmermädchen und der Millionär
- 2004: Schöne Witwen küssen besser
- 2006: Zwei Millionen suchen einen Vater
- 2006: Die Nonne und der Kommissar
- 2007: Contergan (Zweiteiler)
- 2007: Afrika, mon amour
- 2009: Die Nonne und der Kommissar – Todesengel
- 2011: Lindburgs Fall
- 2013: Unter Feinden
- 2013: Der Teufel mit den drei goldenen Haaren
- 2014: Göttliche Funken
- 2014: Clara Immerwahr
- 2017: Willkommen bei den Honeckers
- 2019: Krauses Hoffnung

### Fernsehserien und -reihen
- 1978: Der Staatsanwalt hat das Wort – Waldidyll
- 1978: Polizeiruf 110: Schuldig
- 1996: Mona M. – Mit den Waffen einer Frau (Folge So nicht, Frau Staatsanwalt )
- 1997: Stubbe – Von Fall zu Fall: Stubbe und die Killer
- 1997: Tatort: Mordsgeschäfte
- 1997: Polizeiruf 110: Der Fremde
- 1997–2011: Alarm für Cobra 11 – Die Autobahnpolizei (zwei Folgen)
- 1998: Bella Block: Auf der Jagd
- 1999: Rosa Roth – Die Retterin
- 1999: Lea Katz – Die Kriminalpsychologin: Einer von uns
- 2000: Adelheid und ihre Mörder (Folge Urlaub vom Tod)
- 2000–2004: Ein Fall für zwei (zwei Folgen)
- 2000–2005: Siska (zwei Folgen)
- 2001: Polizeiruf 110: Fliegende Holländer
- 2001: Denninger – Der Mann mit den zwei Gesichtern
- 2001: Ein starkes Team: Der schöne Tod
- 2002: In aller Freundschaft Folge 150: Eine Frage der Ehre
- 2003: Tatort: Rotkäppchen
- 2004: Medicopter 117 – Jedes Leben zählt (Folge Flammenmeer)
- 2004: Der Bulle von Tölz: Sport ist Mord
- 2004: Einmal Bulle, immer Bulle (Folge Tödliche Leidenschaft)
- 2005: Jetzt erst recht!
- 2006: Das Duo: Unter Strom
- 2006: Pfarrer Braun: Drei Särge und ein Baby
- 2006: Beutolomäus kommt zum Weihnachtsmann (13 Folgen)
- 2007: Tatort: Investigativ
- 2008: Notruf Hafenkante (Folge Nichts als Kohle)
- 2009–2010: In aller Freundschaft (zwei Folgen)
- 2009: Tatort: Gesang der toten Dinge
- 2009: Polizeiruf 110: Schweineleben
- 2010: Im Angesicht des Verbrechens
- 2011: Doctor’s Diary (zwei Folgen)
- 2011–2012: Stromberg (vier Folgen)
- 2012: Kommissar Stolberg – Trance
- 2012: Ein starkes Team: Eine Tote zuviel
- 2013: Tatort: Alle meine Jungs
- 2014: Wilsberg: Das Geld der Anderen
- 2014: Notruf Hafenkante (Folge Hausmusik)
- 2015: Liebe am Fjord – Unterm Eis
- 2015: Wer Wind sät – Ein Taunuskrimi
- 2015: Rentnercops (Folge Verdamp Lang Her)
- 2015: Letzte Spur Berlin (Folge Verwandelt)
- 2016: Donna Leon – Das goldene Ei
- 2017: Das Traumschiff: Tansania
- seit 2018: SOKO Potsdam
- 2018: Labaule & Erben (drei Folgen)
- 2019: Praxis mit Meerblick – Der einsame Schwimmer
- 2019: Fluss des Lebens – Kwai: Familienbande
- 2019–2021: Merz gegen Merz (24 Folgen)
- 2023: Merz gegen Merz – Hochzeiten
- 2024: Merz gegen Merz – Geheimnisse

## Hörspiele
- 1983: Linda Teßmer: 21:00 Uhr Erlenpark (Polizist) – Regie: Fritz-Ernst Fechner (Kriminalhörspiel/Kurzhörspiel – Rundfunk der DDR)
- 2009: Siggi Huch: Bitterer Ernst (Macki) – Regie: Burkhard Ax